# کپک

رشد گونه‌ای کپک روی هلو؛ تصاویر هر ۱۲ ساعت، در گذر ۶ شبانه‌روز گرفته شده‌اند.

کَپَک، کفک، کفره یا کپره نامی است همگانی برای همهٔ گونه‌های قارچ‌های ذره‌بینی که به ریخت رشته‌های چندسلولی (که هایف نامیده می‌شود) رشد می‌کنند. برخی از کپک‌ها برای انسان مفید هستند و در صنعت داروسازی مورد استفاده قرار می‌گیرند. در گذشته از کپک‌ها برای درمان بیماری‌ها نیز بهره می‌بردند. برخی کپک‌ها از سردهٔ پنی‌سیلیوم ماده‌ای به‌نام پنی‌سیلین که نوعی آنتی‌بیوتیک است پدیدمی‌آورند.
از نمونه‌های کپک می‌توان کپک سفید را برشمرد که بر روی خمیر و نان نم‌دار، کلافه‌ای سفید مانند پنبه رشد می‌کند. از دیگر نمونه‌های کپک، پرنسپوره‌ها هستند که انگل رستنی‌های گوناگون می‌شوند و کشاورزان می‌کوشند از رویش آن جلوگیری کنند. قارچ کلم که برگ کلم را می‌گنداند و قارچ مو که برگ‌های مو را می‌آلاید و انگور را اندک‌اندک از میان می‌برد.
کپک‌ها می‌توانند در یخچال نیز برویند. برخی کپک‌های زیان‌آور، سمومی به نام مایکوتوکسین از خود تراوش می‌کنند که می‌تواند به سرطان‌های گوناگون و زاده‌شدن نوزادان نارس و بی‌اندام بینجامد. از آنجایی که این سم به ژرفای خوراک رخنه می‌کند و آن را می‌آلاید، نمی‌توان گفت که بخش کپک زدهٔ خوراک را جدا کرده و بخش دیگر آن را بخورید.

## نگارخانه

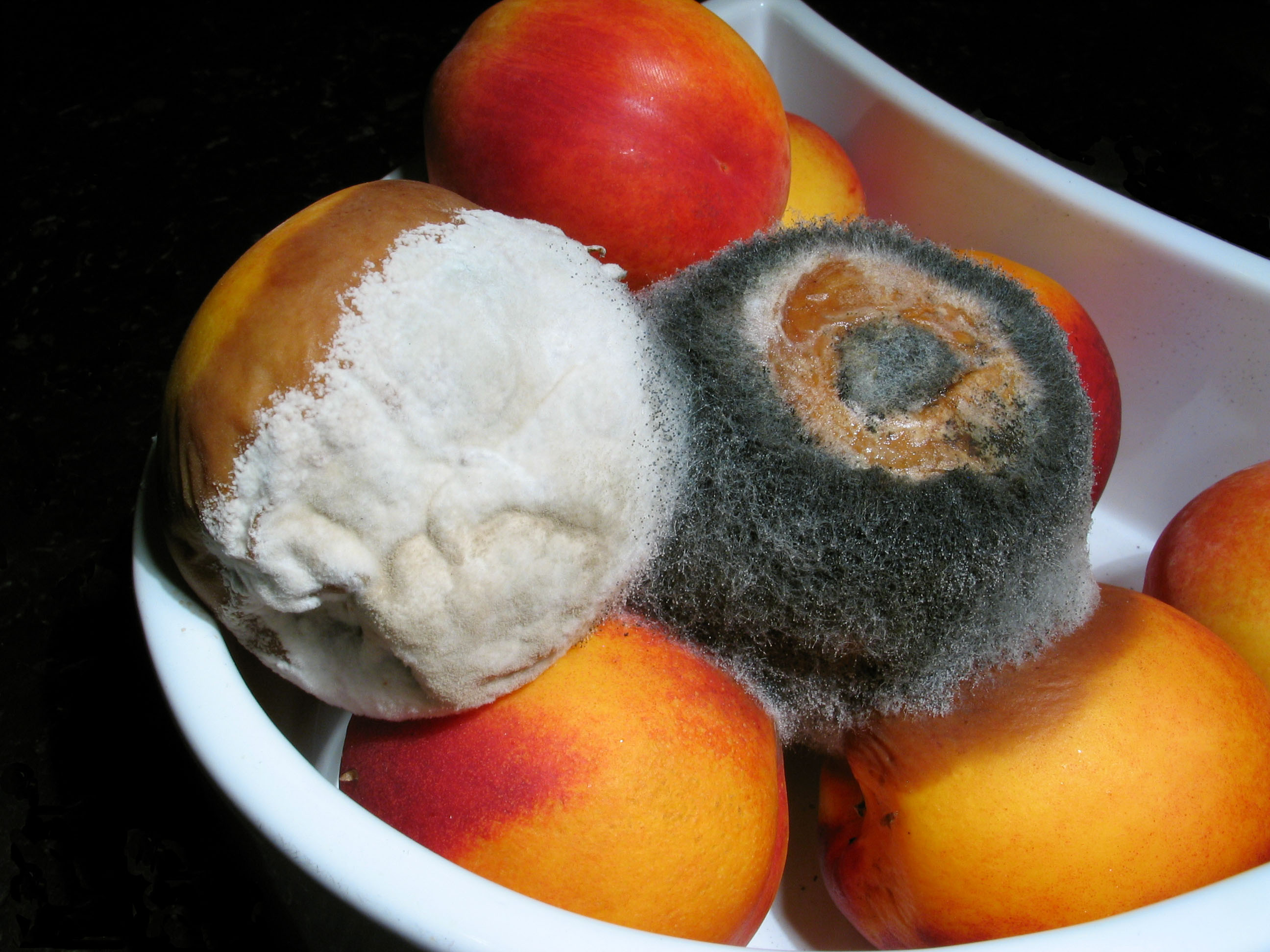
شلیل کپک‌زده
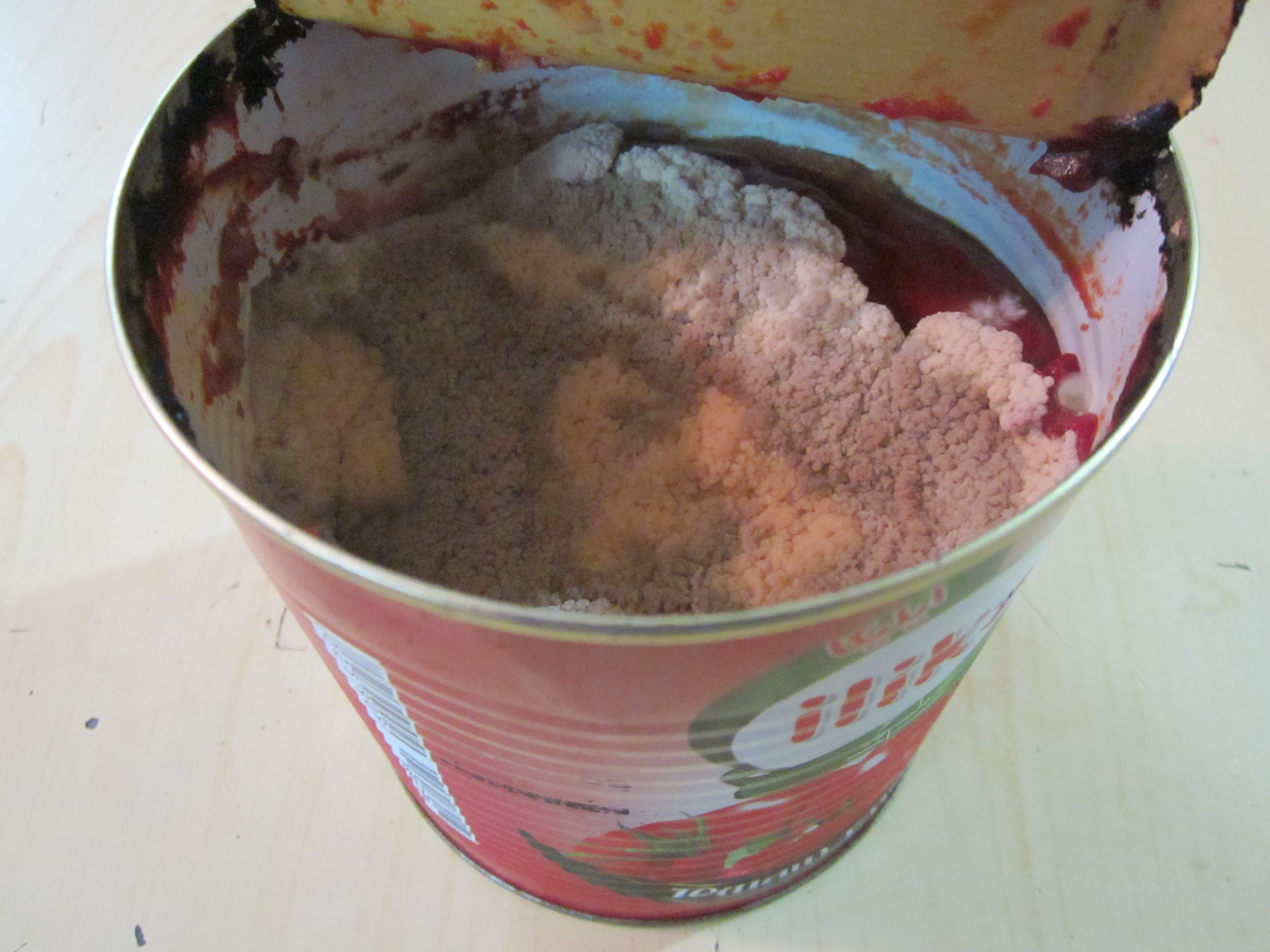
کپک در قوطی رب
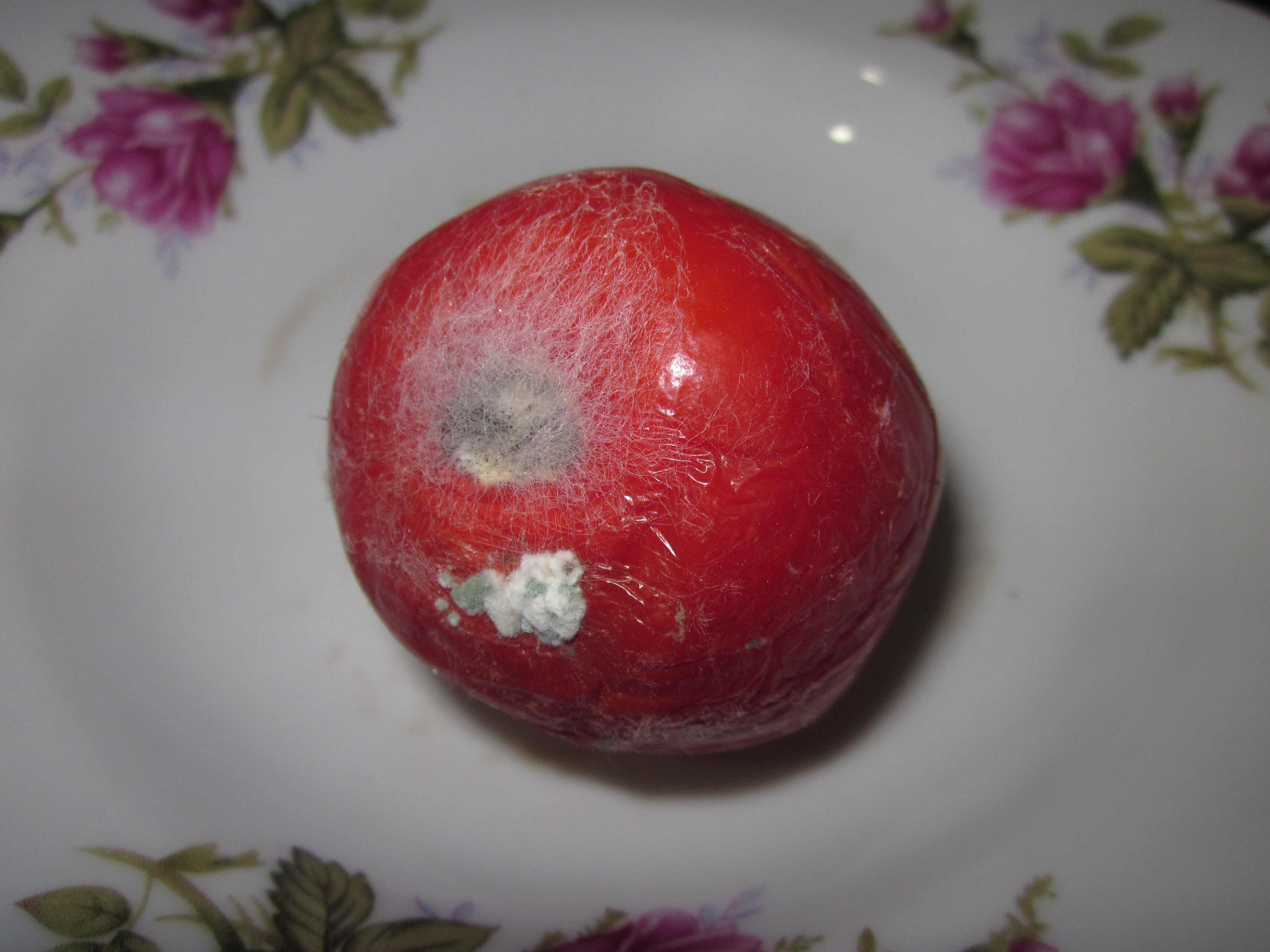
گوجه فرنگی کپک زده
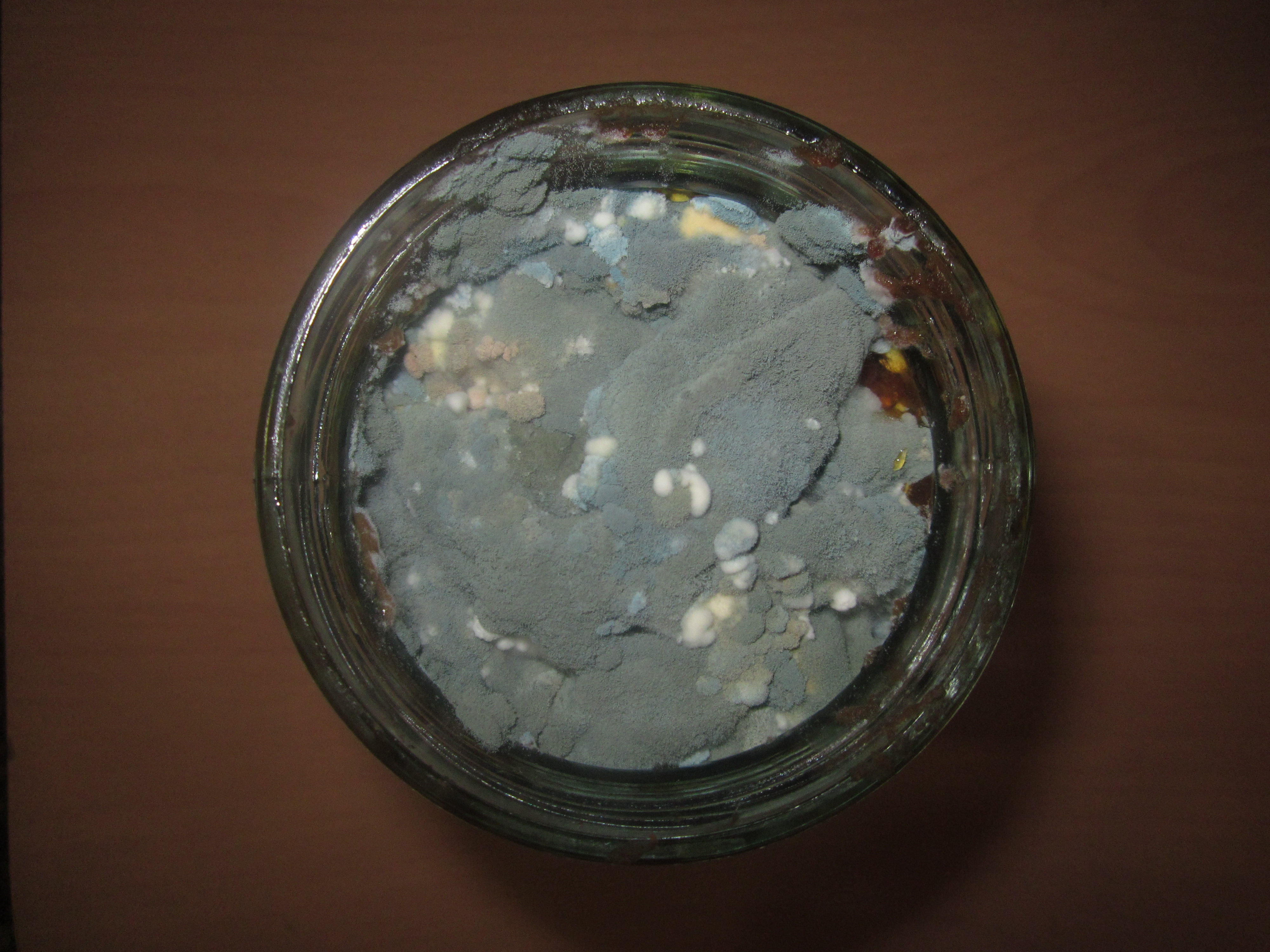
سمنوی کپک زده